# Ablerus clisiocampae
Ablerus clisiocampae är en stekelart som först beskrevs av William Harris Ashmead 1894.  Ablerus clisiocampae ingår i släktet Ablerus och familjen växtlussteklar. Inga underarter finns listade i Catalogue of Life.